# Підсилювач керма
Підсилювач керма — це система чи механізм, які зменшують зусилля кермування задля підвищення комфорту та безпеки руху.
Виконавчі механізми підсилювача керма спрямовують енергію у відповідні частини рульового механізму, для зменшення зусилля необхідного для повороту керма, що особливо актуально під час руху з малою швидкістю, чи повороті коліс на місці. Підсилювач керма може бути спроектований таким чином, щоб створювати зворотній зв'язок між силами, що діють на керовані колеса, та кермом. Підсилювач керма є обов'язковим елементом для важкої техніки, як-от вантажівки чи трактори проте може не встановлюватися на деякі легкові автомобілі. Одначе таких автомобілів дедалі меншає через тенденцію переходу на передній привід і збільшення ширини шин, що призводить до зростання зусилля на кермі.

## Гідропідсилювач керма

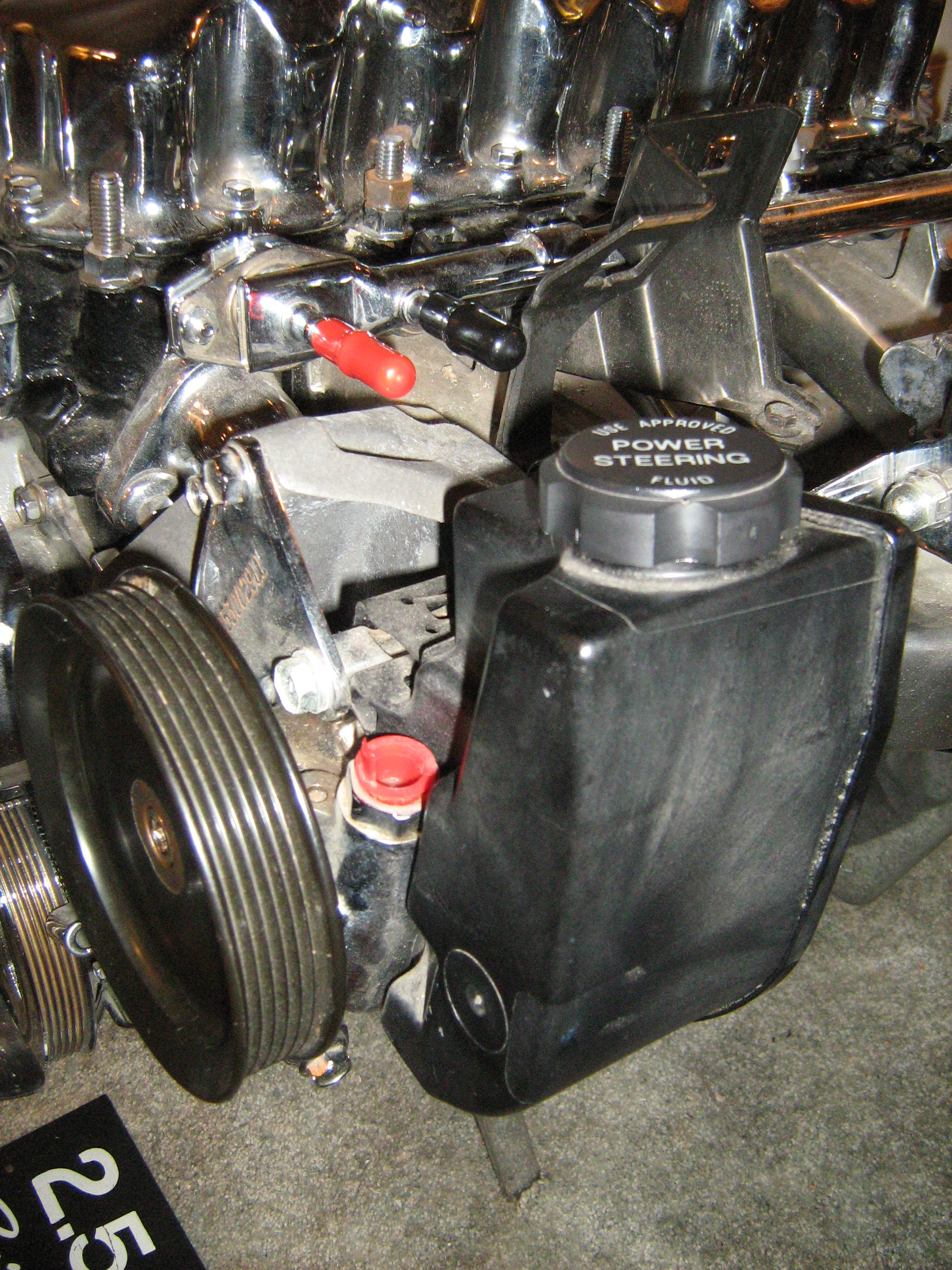
Резервуар для рідини гідропідсилювача керма та насос із шківом

Гідропідсилювач керма є замкненою гідравлічною системою, що складається з резервуара для гідравлічної рідини, насоса, клапана тиску, сувака та двостороннього гідроциліндра. В ролі гідравлічного насосу може виступати шестерінчастий або пластинчастий насос з приводом від агрегатного ременя двигуна автомобіля. Оскільки з ростом обертів двигуна зростає й продуктивність насоса (а це не бажано), то насос обладнано клапаном тиску, котрий скидає надлишковий тиск, перепускаючи гідравлічну рідину назад в резервуар. Також цей клапан обмежує максимальний тиск системи, в ті моменти, коли кермо повернуте в одне з крайніх положень. Максимальний тиск с системі зазвичай складає 60-125 бар. Слід зазначити, що більшість виробників автомобілів не рекомендують довго (більш ніж 5 секунд) утримувати кермо в крайніх положеннях через те, що це може спричинити суттєвий нагрів рідини, чи навіть її закипання, що призведе до виходу з ладу гідравлічного насосу.
При прямолінійному русі сувак знаходиться в середньому положенні, в цей час напорна магістраль насосу зв'язана з каналом зливу, який скидає гідравлічну рідину в резервуар. При зміщенні керма в одну із сторін сувак зміщується і перенаправляє потік рідини у відповідну порожнину гідроциліндра, в той час як друга порожнина гідроциліндра з'єднана з каналом зливу. Гідравлічна рідина тисне на поршень зменшуючи зусилля на кермі. Після зняття зусилля з керма сувак, під дією пружини, повертається в центральне положення скидаючи тиск з поршня гідроциліндра.
Система керування суваком є лінійною, тобто що більший крутний момент водій докладає до керма, то ширше відкривається клапан, дозволяючи більшій кількости рідини потрапити в гідроциліндр і то більше зусилля застосовується для руху коліс. Одним з варіантів конструкції вимірювання крутного моменту є використання  торсіоного вала на нижньому кінці рульової колони. Величина деформації торсіонного вала, що виникає при обертанні керма, пропорційна застосованому крутному моменту. Що більша деформація вала то сильніше зміщується сувак.
В деяких сучасних системах може встановлюватися більш складний клапан тиску, який дозволяє керувати продуктивністю насосу в залежності від швидкості руху. Це дозволяє зробити кермо більш "тяжким" при русі з високою швидкістю.
Основою майже всіх гідравлічних рідин є мінеральна олива.

## Електрогідравлічний підсилювач керма
Електрогідравлічний підсилювач керма, який іноді ще називають "гібридним", за принципом функціонування являє собою той самий гідропідсилювач керма, але гідравлічній насос обертається не за рахунок привідного ременя двигуна, а своїм власним електричним двигуном. Такий підхід дозволяв не витрачати енергію під час прямолінійного руху і забезпечував більш високий рівень безпеки, адже міг працювати не залежно від двигуна автомобіля. Крім того, застосування електричного двигуна дозволило більш тонко керувати продуктивністю насоса, ніж у системі з приводом від двигуна автомобіля.
Вперше електрогідравлічний підсилювач керма було застосовано інженерами компанії Форд у 1965 році в не серійному автомобілі Mercury Park Lanes. Цей автомобіль мав дуже нетипову систему кермування Wrist-Twist, в якій кермове колесо біло замінено двома кільцями діаметром 12,7 см (5 дюймів) які оберталися синхронно і мали передатне відношення 15:1, (1,75 обертів "керма" від упору до упору). Обертати таке кермо без підсилювача була неможливо,а при зупинці двигуна автомобіль ставав би взагалі не керованим, тому, за для безпеки, гідронасос було під'єднано до електродвигуна.
Наразі електрогідравлічний підсилювач керма застосовується в деяких автомобілях Ford, Volkswagen, Audi, Peugeot, Citroen, SEAT, Škoda, Suzuki, Opel, MINI, Toyota, Honda, та Mazda.

## Електропідсилювач керма
Електропідсилювач керма принципово відрізняється від двох попередніх систем, оскільки позбавлений гідравлічної частини і використовує електродвигун (переважно асинхронний) для надання допомоги водієві транспортного засобу.
Електродвигун може встановлюватися на рульовій колоні в салоні автомобіля, чи безпосередньо на рульовій рейці. Другий варіант є дещо кращим, оскільки суттєво менше навантажує рульовий вал та рульовий кардан. Електронний блок керування в такій системі є ключовим, на відміну від гідравлічного та електрогідравлічного підсилювача, котрі можуть бути суто механічними. Блок керування аналізує інформацію з датчиків, які контролюють положення керма і величину докладеного до нього крутного моменту, а також інформацію про швидкість руху та кількість обертів двигуна, що надходить з блоку керування двигуном, і відповідно до цього керує електродвигуном. Наявність блока керування дозволяє також застосовувати різну кількість допомоги залежно від умов руху, поліпшуючи кермування та зворотній зв'язок між колесами та кермом.
Автомобілі обладнані електричною системою споживають дещо менше палива, оскільки не мають гідравлічного насоса, який працює весь час. Крім того ліквідація насоса, резервуара з гідравлічною рідиною, а також кількох гідравлічних шлангів високого тиску між насосом та рейкою, звільнює простір під капотом та полегшує технічне обслуговування. Але найбільшою перевагою такої системи є те, що автомобіль може кермувати самостійно - завдяки цьому стало можливим реалізувати такі системи як система автоматичного паркування (наприклад Park Assist концерну VAG) та система утримання автомобіля в смузі. Але попре всі перевага така система, на жаль, має й недоліки - при обертанні керма на місці двигун споживає значний струм з електричної мережі автомобіля (в середньому 35-55 Ампер для невеликих автомобілів, що може складати близько половини потужності їх генератора). Через це електропідсилювач керма не може використовуватися на великих і важких позашляховиках, а також вантажівках і автобусах.
Вперше електропідсилювач керма був застосований на Suzuki Cervo в 1988 році. Наразі ця система застосовується різними виробниками автомобілів.